# Fraiß
Fraiß oder Fraisch, Eigenschaftswort: fraißam, hatte die Bedeutung von:
- Schrecken,
- Furcht,
- Schmerzen,
- Gefahr und auch
- Blutgerichtsbarkeit (siehe auch den Begriff Fraiß in der Rechtssprache).

Der Begriff Fraiß beziehungsweise Fraisch war nach Johann Christoph Adelung nur im Oberdeutschen und teilweise in Franken gebräuchlich. Bereits in der Frühen Neuzeit galten der Begriff Fraiß und die Ableitungen daraus als veraltet.
Johann Christoph Adelung verweist in seinem Grammatisch-kritischen Wörterbuch der Hochdeutschen Mundart darauf, dass dieses Wort ohne Zweifel von frieren ab(stammt), welches in einigen Mundarten friesen lautet, und bedeutete anfänglich Frost, Schauer, und nach einer gewöhnlichen Figur, Furcht, Schrecken, Gefahr. Er verweist unter anderem dabei auch auf  Frisch und Frost und das altschwedische fraesa. Eine andere Deutung nimmt Bezug auf einen dämonischen Ursprung und rückt das Wort in die Nähe von gotisch freisan (Furcht erwecken) sowie mittelhochdeutsch vreisheit (Gefahr, Grausamkeit) und damit vom Rechtsbegriff Fraiß.
Als Frais und Gefraiß wurden auch mit Krämpfen und Zuckungen verbundene, zum Teil epilepsieartige Krankheitssymptome bezeichnet. Sperrfrais war eine Benennung für den Kaumuskelkrampf. Zahnfrais war dasselbe wie „Zahnfieber“.